# 46e division d'infanterie (France)
Pour les articles homonymes, voir 46e division.
La 46e division d'infanterie est une division d'infanterie de l'armée de terre française qui a participé à la Première Guerre mondiale. Elle a également fait partie des forces envoyées par la Société des Nations pour la mission de maintien de l'ordre lors de l'organisation du plébiscite de Haute-Silésie.

## Les chefs de la46edivisiond'infanterie
- 4 mars 1916 - 15 mai 1917 : général Gratier
- 15 mai 1917 - 24 août 1918 : général Lévi
- 24 août 1918 - 9 janvier 1920 : général Gratier
- février 1920 - juillet 1922 : général Sauvages de Brantes

## Première Guerre mondiale

### Composition au cours de la guerre
- Infanterie :

7e bataillon de chasseurs alpins de mars 1916 à novembre 1918
13e bataillon de chasseurs alpins de mars 1916 à novembre 1918
22e bataillon de chasseurs alpins de mars 1916 à novembre 1918
23e bataillon de chasseurs alpins de mars 1916 à novembre 1918
47e bataillon de chasseurs alpins de mars 1916 à novembre 1918
53e bataillon de chasseurs alpins de mars 1916 à novembre 1918
62e bataillon de chasseurs alpins de mars 1916 à novembre 1918
63e bataillon de chasseurs alpins de mars 1916 à novembre 1918
- Cavalerie :

1 escadron du 12e régiment de hussards de mars 1916 à janvier 1917
1 escadron du 8e régiment de chasseurs à cheval de janvier à juillet 1917
1 escadron du 18e régiment de dragons de juillet 1917 à novembre 1918
- Artillerie :

1 groupe de 75 du 29e régiment d'artillerie de campagne de mars 1916 à juillet 1917
1 groupe de 90 du 32e régiment d'artillerie de campagne de mars 1916 à janvier 1917
1 groupe de 65 du 2e régiment d'artillerie de marine de mars à juillet 1916
1 groupe de 75 du 27e régiment d'artillerie de campagne de juillet 1916 à juillet 1917
1 groupe de 75 du 55e régiment d'artillerie de campagne de janvier à juillet 1917
3 groupes de 75 du 227e régiment d'artillerie de campagne de juillet 1917 à novembre 1918
101e batterie de 58 du 15e régiment d'artillerie de campagne de mars 1916 à janvier 1918
101e batterie de 58 du 227e régiment d'artillerie de campagne de janvier à novembre 1918
7e groupe de 155c du 131e régiment d'artillerie lourde de juillet à novembre 1918
- Génie :

compagnie 27/2 du 11e régiment du génie

### Historique

#### 1916
Constituée le 21 mars 1916.
- 21 mars - 12 juillet : occupation d'un secteur entre le col de la Schlucht et le col de Sainte-Marie.
- 12 juillet - 18 août : retrait du front ; repos vers Bruyères. À partir du 16 juillet, transport par V.F. dans la région de Rosières-aux-Salines ; instruction au camp de Saffais. À partir du 30 juillet, transport par V.F. dans la région d'Amiens ; repos.
- 18 août - 7 septembre : mouvement vers le front. Engagée dans la bataille de la Somme vers Maurepas et vers Hem.

24, 27 août, 3 et 4 septembre : attaques françaises vers Combles, les pertes en une semaine sont de 1 200 soldats.
3 - 5 septembre : prise du Forest et de la ferme de l'Hôpital.
- 7 - 13 septembre : retrait du front, repos dans la région de Vaire-sous-Corbie.
- 13 - 21 septembre : mouvement vers le front. Engagée à nouveau dans la bataille de la Somme vers Rancourt et la ferme du Priez.
- 21 septembre - 24 octobre : retrait du front er repos vers Poix-de-Picardie ; puis mouvement vers Aumale et repos.
- 24 octobre - 13 novembre : transport par camions dans la région de Bray-sur-Somme. Partiellement engagée à partir du 31 octobre dans la bataille de la Somme, vers Sailly-Saillisel et le bois de Saint-Pierre-Vaast.

1er, 5, 9 et 11 novembre : attaques françaises.
- 13 - 21 novembre : retrait du front et repos au sud d'Amiens.
- 21 novembre - 7 décembre : transport par V.F. dans la région de Remiremont ; repos.
- 7 décembre 1916 - 27 janvier 1917 : mouvement vers le front et occupation d'un secteur vers Metzeral et Leimbach.

#### 1917
- 27 janvier - 21 avril : retrait du front, transport par V.F. de la région de Bussang au camp du Valdahon ; instruction. À partir du 27 mars, transport par V.F. vers Dormans et Épernay, repos vers Orbais-l'Abbaye.

16 avril : portée sur Muscourt, prête à intervenir dans l'offensive sur l'Aisne ; ramenée le 18 avril à Ville-en-Tardenois.
- 21 - 28 avril : repos et instruction vers Gueux.
- 28 avril - 25 juin : occupation d'un secteur vers Courcy et le sud de Loivre. Le 20 mai, mouvement de rocade et occupation d'un nouveau secteur entre Sapigneul et l'Aisne étendu à droite, le 1er juin, jusque vers La Neuville.
- 25 juin - 10 juillet : retrait du front, repos vers Dormans, Le Breuil et Igny.
- 10 juillet - 1er août : mouvement par étapes vers Boissy-Saint-Léger ; repos et instruction.
- 1er - 23 août : transport par V.F. dans la région de Château-Thierry. Repos et instruction dans celle de Chéry-Chartreuve.
- 23 août - 22 septembre : occupation d'un secteur entre Chevreux et le plateau des Casemates.
- 22 septembre - 18 octobre : retrait du front, repos au sud de la Marne.
- 18 - 31 octobre : occupation d'un secteur entre Chevreux et le plateau des Casemates.
- 31 octobre 1917 - 13 février 1918 : retrait du front, embarquement dans la région de Fismes, transport par V.F. à Brescia, puis transport par camions à l'est de Vérone ; repos et instruction vers Thiene et Montecchio Precalcino.

#### 1918
- 13 février - 24 mars : occupation d'un secteur vers le Monfenera.
- 24 mars - 15 mai : retrait du front et transport par V.F. dans la région de Gournay-en-Bray, puis dans celle de Chaumont-en-Vexin, enfin dans celle de Fauquembergues.
- 15 - 28 mai : transport par camions vers Saint-Omer ; repos et instruction vers Oudezeele.
- 28 mai - 29 juin : occupation d'un secteur vers l'étang de Dickebusch et la ferme Godezonne, étendu à droite le 2 juin jusqu'au nord du mont Kemmel. Engagée dans la troisième bataille des Flandres.

31 mai, 13 juin : attaques des positions allemandes.
- 29 juin - 2 juillet : retrait du front, mouvement vers Poperinge et transport par V.F. de Bergues dans la région de Châlons-sur-Marne, Vitry-la-Ville ; repos.
- 2 juillet - 2 août : mouvement vers le front et occupation de position de seconde ligne au nord de Saint-Remy-sur-Bussy.

15 juillet : quelques éléments envoyés en première ligne (à la disposition des 8e C.A. et 21e C.A.) subissent l'attaque allemande (bataille de Champagne). À partir du 25 juillet, engagée vers Perthes-lès-Hurlus et Souain dans la seconde bataille de la Marne.
- 2 - 9 août : retrait du front, à partir du 5 août transport par V.F. de Châlons-sur-Marne à Pont-Sainte-Maxence, puis mouvement vers Maignelay-Montigny.
- 9 août - 5 septembre : engagée vers Piennes-Onvillers et Rollot dans la troisième bataille de Picardie jusqu'au 29 août, puis dans la poussée vers la ligne Hindenburg.

10 août : prise d'Ételfay et de Fescamps.
11 - 12 août : prise de Tilloloy.
27 août : prise de Crapeaumesnil et d'Amy ; le 3 septembre, franchissement du canal du Nord et le 4 septembre prise de Frétoy-le-Château.
- 5 - 28 septembre : retrait du front puis repos vers Saint-Just-en-Chaussée et Wavignies.
- 28 septembre - 10 octobre : transport par V.F. dans la région de Nesle et de Ham. Engagée dans la bataille de Saint-Quentin. Le 4 octobre franchissement du canal de Saint-Quentin vers Morcourt. Le 9 octobre prise d'Essigny-le-Petit.
- 10 - 17 octobre : retrait du front, repos dans la région de Saint-Quentin.
- 17 octobre - 10 novembre : occupation d'un secteur sur le canal de la Sambre à l'Oise, vers Étreux. Engagée dans la Bataille de Mont d'Origny et dans la deuxième bataille de Guise.

4 novembre : franchissement du canal de la Sambre à l'Oise. Engagée dans la bataille de Thiérache (poussée vers la Meuse). Prise de Boué et de Nouvion, poursuite par Glageon vers Trélon le 9 novembre.
- 10 - 11 novembre : retrait du front, repos vers Trélon.

### Rattachement
- Affectation organique : isolée de mars 1916 à novembre 1918

## Après-guerre

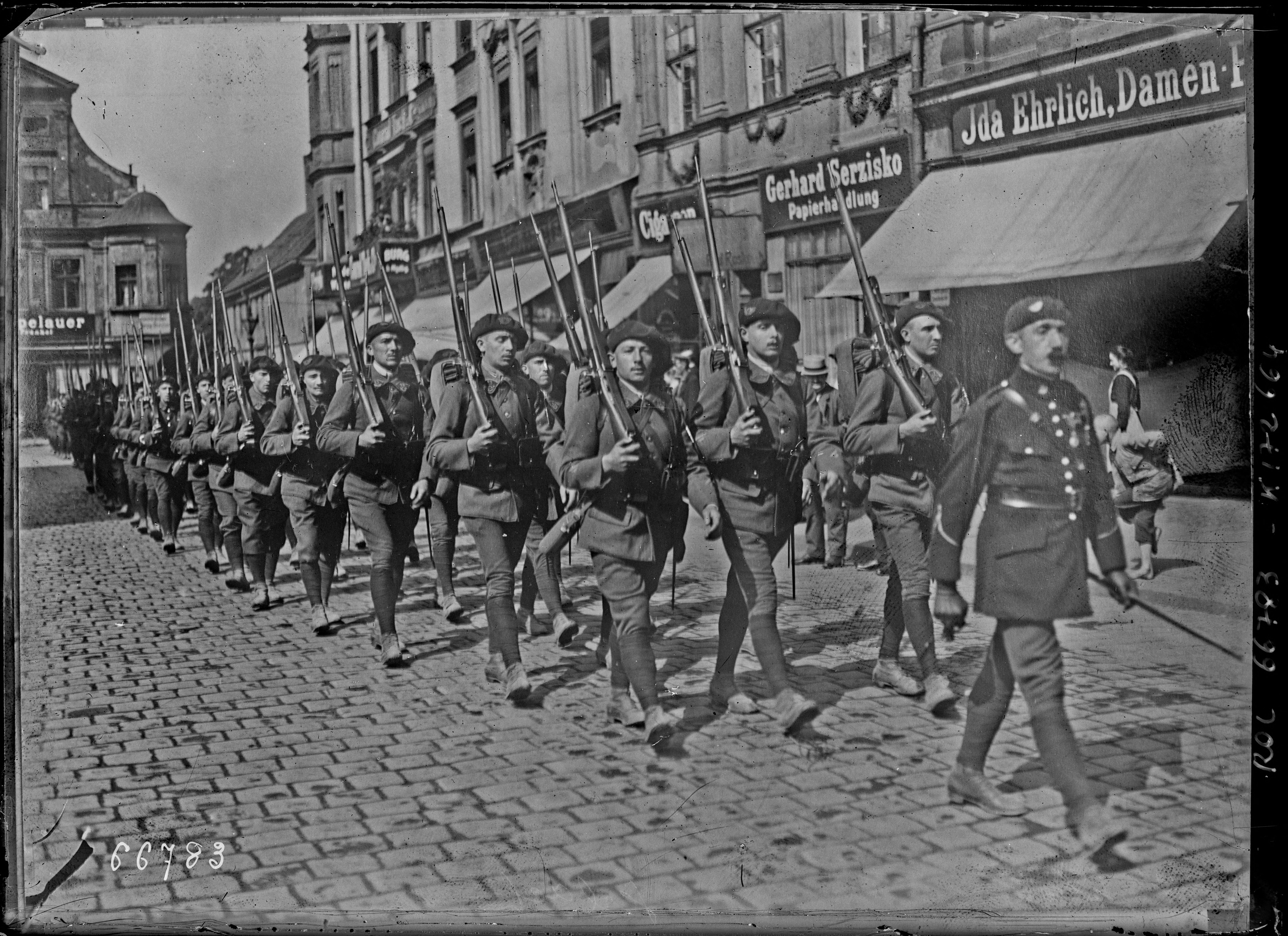
Chasseurs du 13e BCA de la à Opole, Haute-Silésie, en 1921.

Après un passage en Allemagne à Juliers (janvier 1919) puis à Verberie, la 46e division d'infanterie est à Nancy en octobre 1919. Elle est envoyée en Haute-Silésie (région limitrophe partagée par l'Allemagne et la Pologne) à partir de février 1920, afin de servir comme force de maintien de l'ordre dans la région, au sein des troupes interalliées britanniques, françaises et italiennes chargées de mener à bien l'organisation d'un plébiscite qui devait déterminer la répartition du territoire entre les États polonais et allemand. Elle est alors commandée par le général Sauvages de Brantes, tandis que son fondateur, le général Gratier, occupe le poste de commandant supérieur des forces alliées de Haute-Silésie.
Ce dernier démissionne en mai 1921 des suites de mésententes avec le président de la commission interalliée, le général Henry Édouard Le Rond, et les commissaires anglais et italiens qui participent au contingent envoyé sur ce territoire sous mandat de la SDN. L'emploi de la division par Le Rond était en contradiction avec la stratégie que Gratier souhaitait voir adopter. Celui-ci prônait la concentration des troupes sur un espace géographique moindre, afin de contrôler les zones industrielles stratégiques, tandis que Le Rond souhaitait le morcellement en petites colonnes parcourant l'ensemble du territoire pour prévenir les frictions entre les populations allemandes et polonaises.
Le départ du général Gratier, qui avait contribué à la création de la division et qui l'avait commandée jusqu'à la fin de la Première Guerre mondiale — sauf lors de son passage au sein de la 25e division d'infanterie motorisée — coïncide avec la dissolution de la 46e au terme de sa mission en juillet 1922.
Cent-vingt-cinq soldats de la 46e DI sont morts en Silésie

### Composition
En septembre 1921, la division est constituée comme suit :
- 91e brigade d'infanterie :
  - 4e demi-brigade de chasseurs : 10e bataillon de chasseurs à pied (BCP), 24e bataillon de chasseurs alpins (BCA) et 29e BCP
  - 7e demi-brigade de chasseurs : 6e BCA, 15e BCA et 23e BCA
- 92e brigade d'infanterie :
  - 5e demi-brigade de chasseurs : 7e BCA, 13e BCA et 27e BCA
  - 151e régiment d'infanterie : 2 bataillons et le 9e groupe d'autos-mitrailleuses et autos-canons
- 12e régiment de hussards
- 218e régiment d'artillerie de campagne